# Fontinalàcies
Les fontinalàcies (Fontinalaceae) són una família de molses de l'ordre Hypnales. A Europa es troben representades dos gèneres: Dichelyma amb l'espècie Dichelyma camilaceum i Fontinalis amb Fontinalis antipyretica.